# Il sole fra le dita
Il sole fra le dita è un romanzo di formazione italiano pubblicato nel 2016 da Edizioni San Paolo, ispirato a personaggi reali e scritto da Gabriele Clima.

## Trama
Dario ha sedici anni, ed è un ragazzo ribelle e turbolento. Suo padre è scappato di casa anni prima, e Dario vive ora con la madre, con la quale non ha un buon rapporto. La situazione a scuola è ancora peggiore e un giorno, dopo l'ennesimo ammonimento, il preside decide di dare a Dario una punizione esemplare, e gli affida Andy, disabile grave in carrozzina, già assistito da Elisa alla quale Dario dovrà dare una mano. Ma il rapporto con Elisa si rivela conflittuale, e porterà Dario, una mattina, a scappare dalla scuola portando Andy con sé. Dario inizia così una fuga che attraverso l'amicizia con Andy si trasformerà in un viaggio alla scoperta di sé stesso.

## Edizioni straniere
- Der Sonne nach, traduzione di Barbara Nee e Katharina Schmidt, Hanser, Germania, 2019, ISBN 978-3446262607
- El sol entre los dedos, traduzione di Cesare Gaffuri, Norma Ediciones, Colombia, 2019, ISBN 9789580007067
- Ma place au soleil, traduzione di Anouk Filippini, Editions Auzou, Francia, 2021, ISBN 9782733879481
- Солнце сквозь пальцы, traduzione di Julia Gimatova, KompasGid, Mosca, Russia, 2019, ISBN 978-5-00083-547-0
- Sonce med prsti, traduzione di Prevedla Mateja Gomboc, Celjska Mohorjeva druzba, 2018, Celje, Slovenia, ISBN 978-961-278-408-9
- Ánh mặt trời lấp lóa ngón tay, Kim Dong, Hanoi, Vietnam, 2019 ISBN 978-604-2-13830-7

## Riconoscimenti
Premio Andersen 2017 miglior libro sopra i 15 anni
IBBY's International selection of Outstanding books for people with disabilities